# Palmas Arborea
Pour les articles homonymes, voir Palmas et Arborea.
Palmas Arborea est une commune italienne d'environ 1 500 habitants située dans la province d'Oristano, dans la région Sardaigne.

## Administration
| Période                                  | Période | Identité | Étiquette | Qualité |
| ---------------------------------------- | ------- | -------- | --------- | ------- |
|                                          |         |          |           |         |
| Les données manquantes sont à compléter. |         |          |           |         |

### Communes limitrophes
Ales, Oristano, Pau, Santa Giusta, Villa Verde, Villaurbana.